# 納塔莉·托齊亞
納塔莉·托齊亞（法語：Nathalie Tauziat，1967年10月17日—）是法国职业网球女运动员。
托齊亞在大滿貫最佳戰績在1998年溫布頓網球錦標賽打進決賽，負於雅娜·諾沃特娜。
托齊亞的生涯單打排名在2000年達到第3。

## 大满贯

### 女單亞軍（1）
| 年度 | 賽事         | 場地 | 決賽對手 | 對手國籍 | 勝方比分  |
| 1998 | 溫布頓錦標賽 | 草地 | 诺沃特娜 | 捷克     | 6-4, 7-62 |

## 外部連結
- 納塔莉·托齊亞的国际女子网球协会官方資料（英文）
- 納塔莉·托齊亞的國際網球總會 職業／青少年 官方資料（英文）
- Fed Cup - Player profile - Nathalie TAUZIAT (FRA) （页面存档备份，存于）